# Нумонви, Мелонен
Мелонен Нумонви (фр. Mélonin Noumonvi, р.10 октября 1982) — французский борец греко-римского стиля, чемпион мира, призёр чемпионатов Европы.
Родился в 1982 году в Париже. В 2004 году принял участие в Олимпийских играх в Афинах, но занял там лишь 16-е место. В 2005 году завоевал бронзовую медаль Средиземноморских игр. В 2006 году стал обладателем бронзовой медали чемпионата Европы, в 2007 году повторил этот результат. В 2008 году принял участие в Олимпийских играх в Пекине, но стал лишь 5-м. В 2009 году завоевал серебряную медаль чемпионата мира и бронзовую медаль Средиземноморских игр. В 2012 году принял участие в Олимпийских играх в Лондоне, но опять стал лишь 5-м. В 2013 году стал чемпионом Средиземноморских игр и завоевал бронзовую медаль чемпионата Европы. В 2014 году выиграл чемпионат мира.